# Stob Coire a’ Chàirn

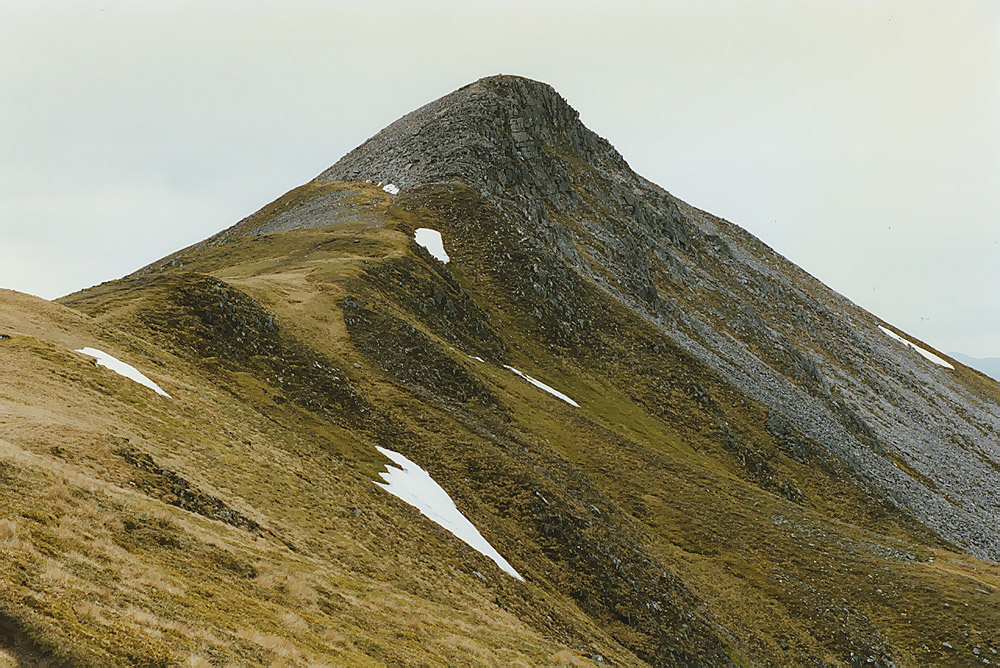
Der Ostgrat des Stob Coire a’ Chàirn

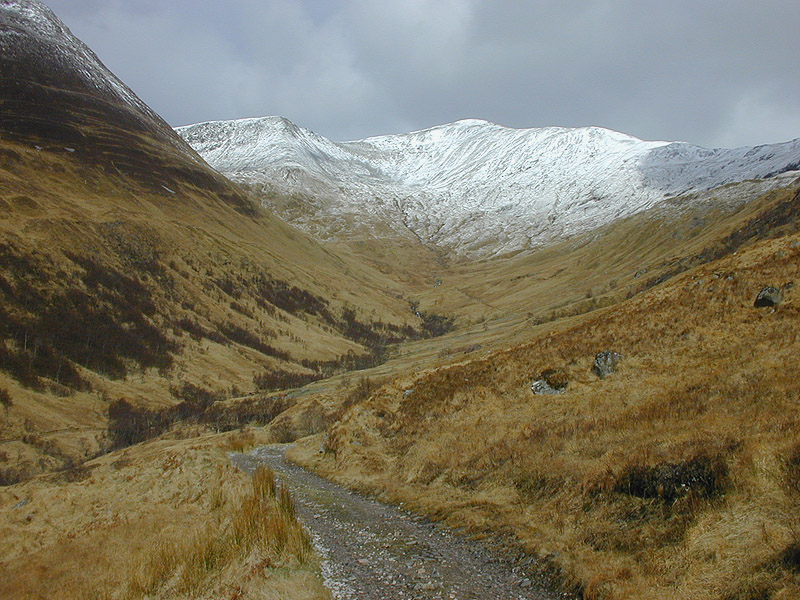
Blick von Süden aus dem Coire na Bà auf den schneebedeckten Stob Coire a’ Chàirn

Der Stob Coire a’ Chàirn ist ein als Munro eingestufter, 982 Meter hoher Berg in Schottland. Sein gälischer Name kann in etwa mit Spitze des Kars des Steinhügels übersetzt werden. Er liegt in der Council Area Highland in der südöstlich von Fort William und dem Ben Nevis gelegenen Berggruppe der Mamores und ist Teil der Hauptkette der Mamores, die sich in Ost-West-Richtung zwischen dem Glen Nevis und der südlich gelegenen Ortschaft Kinlochleven erstreckt. Die Mamores weisen insgesamt zehn Munros auf, acht in der Hauptkette und zwei etwas abseits östlich der Hauptkette.

## Beschreibung
Etwa in der Mitte der Mamores liegt der Stob Coire a’ Chàirn in zentraler Position im etwa von West nach Ost verlaufenden Hauptgrat der Berggruppe. Er besitzt drei teils sehr schmale und ausgesetzte Grate, zwei davon Teil des Hauptgrats der Mamores. Nach Norden führt ein nach beiden Seiten steil abfallender und felsiger Seitengrat, dessen höchste Gipfel der benachbarte, mit 982 Meter nur geringfügig höhere Munro An Gearanach und dessen 975 Meter hoher Vorgipfel An Garbhanach sind. Nach Südwesten schließt sich der Übergang zum 1032 Meter hohen Am Bodach an, nach Südosten über einen rund 200 Meter tiefer liegenden Bealach zum 1056 Meter hohen Na Gruagaichean. Die Westseite des Bergs fällt steil in das ihn vom Sgùrr a’ Mhàim trennende Tal des Allt Coire a’ Mhàil ab, das als Hängetal weit oberhalb der Talsohle des Glen Nevis endet. Auch nach Südosten besitzt der Stob Coire a’ Chàirn eine steil abfallende Seite. Lediglich seine Ostseite, das Coire Ghabhail, ist etwas flacher, moosdurchsetzt und weniger felsig. Aufgrund seiner im Vergleich mit seinen Nachbarn etwas geringeren Höhe und des gerundeten, wenig markanten Gipfelkopfs ist der Stob Coire a’ Chàirn ein eher unauffälliger Berg, der lediglich aus Richtung Süden deutlicher hervorsticht.

## Aufstieg
Viele Munro-Bagger besteigen den Stob Coire a’ Chàirn im Zuge des „Ring of Steall“, einer als Rundtour angelegten Gratüberschreitung über insgesamt vier Munros sowie weitere Gipfel der Mamores. Ausgangspunkt dieser etwa 9 bis 12 Stunden dauernden Tour ist der Parkplatz am Ende der Fahrstraße von Fort William ins Glen Nevis. Von dort kann die Rundtour durch die River Nevis Gorge und dann neben den Steall Falls steil ansteigend zum Gipfel des nördlich benachbarten An Gearanach über dessen Nordwestgrat begonnen werden. Die Tour verläuft über den ausgesetzten und leichte Kletterei erfordernden Verbindungsgrat zum An Garbhanach und weiter zum Stob Coire a’ Chàirn. Von dort schließt sich halbkreisförmig nach Westen der Ring of Steall über den Am Bodach, den Sgùrr an Iubhair, den Stob Choire a’ Mhail und den Sgùrr a’ Mhàim, von dem aus der Abstieg zurück ins Glen Nevis führt. Der „Ring of Steall“ kann auch in der Gegenrichtung begangen werden. Alternativ besteht eine Zustiegsmöglichkeit aus Richtung Süden durch das Coire na Bà, von dem aus ein Pfad zum Bealach zwischen Stob Coire a’ Chàirn und Am Bodach führt. Ausgangspunkt ist Kinlochleven.